# Pont de les Flors
Il Pont de les Flors è un ponte che attraversa il Jardí del Túria della città di Valencia.
La caratteristica più evidente del ponte è rappresentata dal fatto che è sempre ornato di fiori, che vengono cambiati più volte all'anno a seconda delle stagioni e delle festività. Il costo per la manutenzione e i periodici cambiamenti delle decorazioni ammonta solitamente a diverse centinaia di migliaia di euro l'anno.